# Cerro Las Cabeceras
El Cerro Las Cabeceras es una formación de montaña ubicada en los límites entre los estados Sucre, Anzoátegui y Monagas, al noreste de Venezuela.  Tiene una elevación de 2.362 metros sobre el nivel del mar, haciéndola una de los picos más altos de Anzoátegui. Al este su arista se continúa con el cerro Peonía y al sur se encuentra el prominente cerro El Bocado, pasando la Quebrada Blanca.

## Geología
El Cerro Las Cabeceras se asienta en el extremo oeste de la formación geológica de San Juan. Sus suelos están conformados por estratos que contienen rocas del Cretácico con predominancia de capas de areniscas muy duras, calcáreas y escasamente glauconíticas. Estas capas de areniscas se intercalan con capas de lutitas negras y limolitas negras, especialmente en los alrededores del río Orégano.